# Steffen Groth
Steffen Groth (ur. 16 września 1974 w Berlinie Zachodnim) – niemiecki aktor telewizyjny, teatralny i filmowy.

## Filmografia
- 2003: Tatort: Sonne und Sturm jako aspirant sztabowy Thilo
- 2006: Telefon 110 jako Heiko Remscheidt
- 2009: Kobra – oddział specjalny jako Jonas Wirth
- 2009–2011: Z pamiętnika lekarki (Doctor's Diary - Männer sind die beste Medizin) jako Alexis von Buren
- 2011: Rosamunde Pilcher jako Jamie Palmer
- 2012: Ostatni gliniarz jako Karsten Wollmer
- 2014–2016: Mój kumpel duch (Binny und der Geist) jako Ronald